# Wang Zhijiong
Wang Zhijiong (chinesisch 王之炅, Pinyin Wáng Zhījiǒng) (* 18. August 1983 in Shanghai) ist eine chinesische Geigerin. In Deutschland verwendet sie gelegentlich „Zhi-Jong“, eine Verfremdung ihres Vornamens, als Künstlername.

## Werdegang
Wang erhielt mit drei Jahren ihren ersten Violinunterricht und wurde als Neunjährige an der Musikhochschule Shanghai (上海音乐学院) bei der chinesischen Geigerin Lina Yu als Jungstudentin aufgenommen. Nachdem sie ihre Konzertprüfung in Shanghai bestanden hatte, beschloss sie das Studium in der Violinklasse von Kolja Blacher fortzusetzen, zunächst in Hamburg, danach an der Hochschule für Musik Hanns Eisler Berlin, wo sie das Konzertexamen abgelegte. Ferner absolvierte sie Meisterkurse bei den Solisten Pinchas Zukerman und Cho-Liang Lin.
Als Solistin trat sie mit dem Orchestre National de France, Orchestre National de Lille, Helsinki Philharmonic Orchestra,  Turku Symphony Orchestra, NDR Radiophilharmonie Hannover und den Sankt Petersburger Philharmonikern auf. Sie hat mit Yehudi Menuhin, Yuri Temirkanov, Okko Kamu, John Storgårds, Gidon Kremer, Lynn Harrell, Irena Grafenauer und Muhai Tang zusammengearbeitet. Außerdem gab sie Konzerte mit Erich Wolfgang Korngold und dem Konzerthausorchester Berlin. Ferner übernahm sie ein Gastspiel unter ihrer Leitung mit dem Ensemble Orchestral de Paris in der Cité de la Musique und bestritt eine Tournee mit den Warschauer Philharmonikern unter Leitung von Yoel Levi und Antoni Wit. Im September 2012 hatte sie ihr Debüt-Recital beim Lucerne Festival zusammen mit dem Pianisten Sam Haywood.
Wang gewann 1998 den ersten Preis des achten internationalen Yehudi-Menuhin-Wettbewerbs für junge Geiger. Dies war der letzte von Menuhin selbst geleitete Wettbewerb. Im Anschluss hieran spielte sie als Solistin in einem von Menuhin geleiteten Konzert. Des Weiteren gewann sie 1998 den ersten Preis der sechsten China National Violin Competition. Sie ist damit die jüngste Preisträgerin dieses Wettbewerbs überhaupt. Im Jahr 2000 erzielte sie den 3. Preis bei der International Jean Sibelius Violin Competition in Helsinki. In der Folgezeit wurde Wang Zhijiong beim 22. internationalen Violinwettbewerb Rodolfo Lipizer Preis mit dem ersten Preis und drei Spezialpreisen (darunter jüngste Finalistin) ausgezeichnet.
Sie unterrichtet als Assistentin von Kolja Blacher an der Hochschule für Musik Hanns Eisler Berlin und ist jüngstes Fakultätsmitglied der Musikhochschule Shanghai. Im Übrigen tritt sie als freischaffende Künstlerin solo auf.